# William Bennett
William Bennett (ur. 7 lutego 1936 w Londynie, zm. 11 maja 2022 tamże) – brytyjski flecista.

## Życiorys
Jego nauczycielami byli m.in. Jean-Pierre Rampal i Marcel Moyse. Grał w większości najsłynniejszych orkiestr angielskich, koncertował również jako solista. Wynalazł instrument określany mianem „flauto di bassetto”, którego skala została poszerzona o tercję małą w dół w stosunku do skali tradycyjnego fletu poprzecznego. Instrument można usłyszeć w jednym z nagrań Bennetta (Koncert KV 218 W.A. Mozarta).
Pod koniec lat sześćdziesiątych Bennett nawiązał współpracę z innymi flecistami angielskimi i producentem Albertem Cooperem, w ramach której zajął się akustyką fletu poprzecznego. Dzięki osiągniętym wynikom udało się znacznie udoskonalić intonację współczesnych instrumentów.
Dokonał też wielu nagrań płytowych. Prowadził klasę fletu w Royal Academy of Music. W 1995 został odznaczony Orderem Imperium Brytyjskiego (OBE).